# 童贞女王
童贞女王（英語：The Virgin Queen）是一部英美合拍的迷你电视剧，讲述了终身未嫁的伊丽莎白一世（安-玛莉·杜芙饰）的私人生活，着重探索了她与罗伯特·达德利（湯姆·哈迪饰）的关系，附带讲述了她实行的政策。
本剧对伊丽莎白女王的童贞持模糊态度，包括一个伊丽莎白幻想与达德利做爱的场景。但女王的演员称，导演和编剧告诉过她将女王演成终身的处女。
本剧由4集组成，于2006年1月在BBC播出，2005年11月在PBS播出。